# Republica Lituaniei Centrale
Republica Lituaniei Centrale sau Lituania Centrală (poloneză Republika Litwy Środkowej; lituaniană Vidurio Lietuvos Respublika) a fost un stat marionetă efemer creat de Polonia în 1920, care nu a obținut recunoaștere internațională. Statul a fost înființat ca rezultat al rebeliunii lui Żeligowski, în timpul căreia soldați ai armatei poloneze, în principal din cadrul Diviziei I lituaniano-belarusă, comandați de generalul Lucjan Żeligowski, care s-au bucurat de sprijinul masiv al cavaleriei, artileriei și forțelor aeriene poloneze, au atacat Lituania.
Teritoriul republicii, care a devenit un stat tampon între Polonia, de care era complet dependent, și Lituania, cuprindea zona din jurul orașului Vilnius, capitala istorică  a Marelui Ducat al Lituaniei, fiind revendicată de cele două state care își obținuseră independența doar cu puțin timp în urmă. Acest teritoriu a fost un mijloc de presiune asupra Lituaniei, polonezii oferind lituanienilor controlul asupra Vilniusului în schimbul unirii dintre cele două state (refacerea  Republicii celor două națiuni), sau a încorporării în cadrul celei de-a doua Republici Poloneze cu un anumit grad de autonomie. După mai multe amânări, au fost organizate alegeri generale pe 8 ianuarie 1922, iar teritoriul a fost anexat la Polonia. Dacă inițial guvernul polonez a negat vreo responsabilitate față de această acțiune de tip „drapel fals”, dar liderul polonez Józef Piłsudski avea să recunoască faptul că a ordonat generalului Żeligowski să pretindă că a acționat ca un rebel al armatei poloneze. 
Frontierele polono-lituaniene din perioada interbelică au fost recunoscute de Conferința Ambasadorilor  Principalelor Puteri Aliate și Asociate  și de Liga Națiunilor,, dar nu au fost recunoscute de  Republica Lituania (cu capitala temporară la Kaunas) până la  ultimatumul polonez din 1938. În 1931, un tribunal internațional din Haga a emis o declarație conform căreia ocuparea de către Polonia a orașului Vilnius a fost o violare a legilor internaționale, dar nu a existat nicio consecință politică care să corecteze situația.

## Istoric
După ultima împărțire a Poloniei, cele mai multe regiuni constituente ale Marelui Ducat al Lituaniei au fost anexate de către Imperiul Rus. Guvernul imperial a urmărit continuu o politică de rusificare a teritoriilor nou dobândite, care a crescut în intensitate după eșecul Insurecției din ianuarie 1864. Politicile de rusificare și discriminare a populației băștinașe locali au inclus restricții și interdicții directe privind utilizarea limbilor  poloneză,  lituaniană și  ucraineană (vedeți de exemplu circulara Valuev). Aceste măsuri au avut însă efecte limitate asupra efortului de polonizare depus de conducerea patriotică poloneză a regiunea educațională din Vilnius. Un efort similar a fost urmărit în timpul mișcării de renașterea națională lituaniană din secolul al XIX-lea, care a încercat să se distanțeze atât de influențele poloneze, cât și de cele rusești.

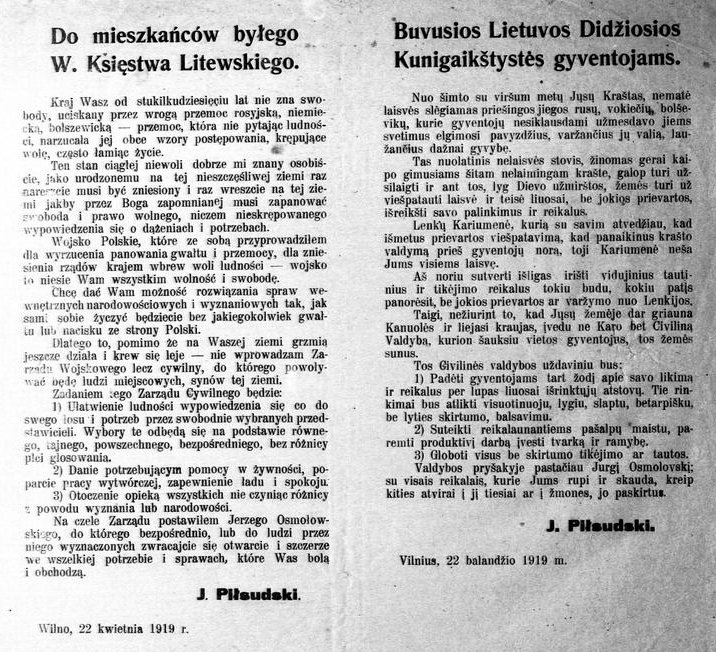
Proclamație către locuitorii fostului Mare Ducat al Lituaniei (bilingvă) a lui Piłsudski (aprilie 1919).

Compoziția etnică a regiunii Lituaniei Centrale a fost multă vreme un subiect controversat, de vreme ce recensămintele din acele vremuri sunt de multe ori considerate nedemne de încredere. Conform primului recensământ al Imperiului Rus din 1897, despre care se știe că a fost falsificat în mod intenționat, populația guberniei Vilnius era distribuită astfel: belaruși – 56,1% (aici fiind incluși și cei de credință romano-catolică), lituanieni – 17,6%, evrei – 12,7%, polonezi – 8,2%, ruși – 4,9%, germani – 0,2%, ucraineni – 0,1%, tătari – 0,1%, și „alții” – 0,1%.
Recensământul german din 1919 pentru regiunea Vilnius (publicat în 1919) a raportat numere extrem de diferite: polonezi – 58,0%, lituanieni – 18,5%, evrei – 14,7%, belaruși – 6,4%, ruși – 1,2% și „alții”- 1,2%.
Ambele recensăminte au întâmpinat dificultăți în încercarea stabilirii corecte a etniei subiecților. La sfârșitul secolului al XIX-lea, recenzorii au întâlnit deseori persoane care s-au autodescris atât ca lituanieni cât și ca polonezi. Potrivit unui analist al rezultatelor recensământului german, „determinarea obiectivă a condițiilor de recunoaștere a etniei se confruntă cu cele mai mari dificultăți”.

### Urmările Primului Război Mondial
Una dintre urmările Primului Război Mondial a fost recâștigarea independenței de către Polonia și Lituania. Conflictul dintre cele două state nou apărute pe harta politică  a izbucnit în scurtă vreme, deoarece atât Lituania cât și Polonia au revendicat regiunea Vilnius (Wilno în poloneză). Din punct de vedere demografic, principalele grupuri etnice care locuiau în Vilnius au fost polonezi și evrei, lituanienii constituind o mică parte din populația totală (2,0% –2,6%, conform recensământului rus din 1897 și a recensământului german din 1916). În ciuda acestor cifre, lituanienii credeau că pretenția lor istorică față de Vilnius (fosta capitală a Marelui Ducat al Lituaniei) avea prioritate și refuzau să recunoască orice pretenții poloneze față de oraș și regiunea înconjurătoare.
În vreme ce Polonia a încercat sub conducerea lui Józef Piłsudski să creeze în regiune o federație condusă de polonezi, care să includă și teritorii nepoloneze  (Międzymorze), Lituania s-a străduit să creeze un stat complet independent, care să includă și regiunea Vilnius. Două recensăminte de la începutul secolului al XX-lea au indicat faptul că vorbitorii de lituaniană, a căror limbă a fost interzisă în a doua jumătate a secolului al XIX-lea în presă și școli de politicile rusești și care au avut condiții nefavorabile în cadrul bisericii catolice, deveniseră o minoritate în regiune. Pe baza acestor fapte, autoritățile lituaniene au susținut că majoritatea locuitorilor care locuiau acolo, chiar dacă în acel moment nu vorbeau lituaniană, erau de fapt lituanieni polonizați sau rusificați.
Pentru ca situația să fie și mai complicată, au existat două facțiuni poloneze cu puncte de vedere complet diferite cu privire la crearea statului modern în Polonia. Un partid, condus de Roman Dmowski, vedea Polonia modernă ca un stat etnic, altul, condus de Józef Piłsudski, dorea să reconstruiască Republica celor două națiuni. Ambele facțiuni erau însă decise să incorporeze regiunea Vilnius și pe polonezii de aici în noul stat. Piłsudski a încercat să reclădească Marele Ducat al Lituaniei într-o structură cantonală, organizate pe baza limbii materne, ca parte a federației Międzymorze:
- Lituania Kaunasului, cu limba lituaniană,
- Lituania Vilniusului, sau Lituania Centrală, cu limba poloneză,
- Lituania Minskului, cu limba belarusă.

În cele din urmă, planul lui Piłsudski a eșuat, lui opunândui-se atât guvernul lituanian, cât și fracțiunea Dmowski din Polonia. Stanisław Grabski, membru al facțiunii lui Dmowski, a fost responsabil pentru negocierile Tratatului de la Riga cu Uniunea Sovietică, în care polonezii au respins oferta sovietică de cedare de teritorii necesare pentru cantonul Minsk ului. (Dmowski a preferat o Polonie mai mică, dar cu un procent mai mare de etnici polonezi). Includerea teritoriilor în care populația nepoloneză ar fi fost predominantă ar fi slăbit sprijinul pentru Dmowski.

### Războiul polono-lituanian

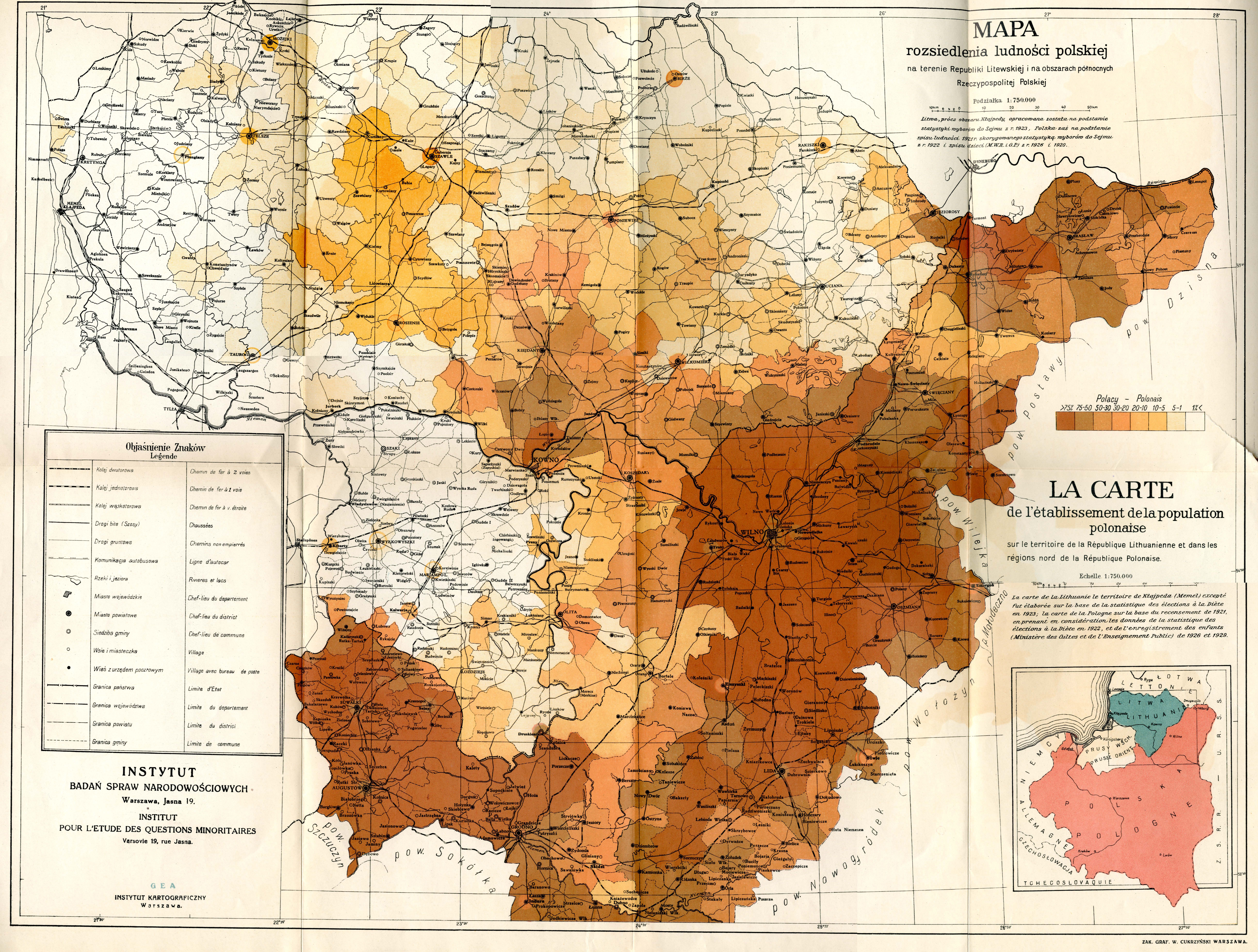
Harta populației poloneze din Lituania Centrală, care include atât regiunile cu majoritate poloneză, cât și cele în care polonezii erau minoritari (circa 1920).

La sfârșitul Primului Război Mondial, zona fostului Marelui Ducat al Lituaniei a fost împărțită între  Polonia, Republica Populară Belarus și Lituania.
În urmării doi ani după începerea războiului polono-sovietic, controlul asupra Vilniusului și a regiunii învecinate s-a schimbat de mai  multe ori. În 1919, teritoriul a fost ocupat pentru scurtă vreme de Armata Roșie, care a înfrânt milițiile locale lituaniene și belaruse, dar imediat rușii au fost respinși de armata poloneză. În 1920, regiunea Vilniusului a fost ocupată pentru a doua oară de Armata Roșie. Totuși, când Armata Roșie a fost înfrântă în Bătălia de la Varșovia, sovieticii au hotărât să predea orașul lituanienilor. Războiul polono-lituanian a izbuncit când forțele celor două țări s-au ciocnit pentru controlul regiunii Suwałki pe 26  august  1920. Liga Națiunilor a intervenit și a organizat negocieri în Suwałki. Liga Națiunilor a negociat o încetare a focului, care a fost semnată pe 7 octombrie 1920, lăsând Vilniusul în Lituania. Acordul de la Suwałki ar fi trebuit să intre în vigoare la 10 octombrie 1920, la ora 12:00. 
Autoritățile lituaniene au intrat în Vilna la sfârșitul lunii august 1920. Cabinetul  Grinius a respins propunerea de organizare a unui plebiscit pentru sondarea voinței locuitorilor din regiune. Declarația sa a fost imediat acceptată de Parlamentul lituanian (Seimas), deoarece procentul lituanienilor din Vilnius era foarte scăzut. Pe 8 octombrie 1920, generalul Lucjan Żeligowski, aflat la comanda a 14.000 de oameni din Divizia I de infanterie lituaniano-belarusă și milițiile locale, a atacat regimentul al 4-lea de infanterie lituaniană, care s-a retras în grabă. Această acțiune militară a devenit cunoscută ca Rebeliunea lui  Żeligowski. În fața înaintării polonezilor, guvernul lituanian a părăsit orașul pe 8 octombrie cu destinația Kaunas și, în timpul retragerii, militarii lituanieni au distrus meticulos liniile telefonice și feroviare dintre cele două orașe, care au rămas întrerupte pentru o generație. Żeligowski a intrat în Vilna pe 9 octombrie 1920, fiind întâmpinat de mulțimile de locuitori de etnie poloneză, care formau majoritatea populației orașului. Delegațiile franceză și britanică au decis să lase problema să fie rezolvată de Societății Națiunilor. Pe 27 octombrie, în vreme ce campania lui Żeligowski continua în regiunea din jurul Vilnei, Liga a cerut organizarea unui referendum în regiunea aflată în discuție, idee care a fost din nou respinsă de delegația lituaniană. Polonia a tăgăduit orice responsabilitate pentru acțiune, susținând că Żeligowski a acționat în totalitate din proprie inițiativă. Poziția oficială față de acest eveniment s-a modificat pe 23 august 1923, când Piłsudski, vorbind în fața publicului la un teatru din Vilnius, a afirmat că atacul a fost declanșat de ordinul lui direct.
Żeligowski a proclamat un nou stat cu două limbi oficiale, Republica Lituaniei Centrale (Litwa Środkowa). Istoricul Jerzy J. Lerski a apreciat că republica a fost un „stat marionetă, pe care Republica Lituania a refuzat să o recunoască.
Sediul guvernului lituanian s-a mutat în cel de-al doilea oraș ca mărime al Lituaniei, Kaunas. Luptele dintre trupele Republicii Lituania și cea a Lituaniei Centrale au continuat pentru câteva săptămâni, nicio tabără nereușind să câștige un avantaj semnificativ. Datorită eforturilor de mediere ale Societății Națiunilor, o nouă încetare a focului a fost semnată pe 21 noiembrie și un armistițiu pe 27 noiembrie.

### Fondarea Republicii Lituaniei Centrale
Pe 12 octombrie 1920, Żeligowski a anunțat crearea unui guvern provizoriu. În scurtă vreme au fost organizate tribunalele și forțele de poliție prin decretul generalului din 7 ianuarie 1921. Drepturile civile și politice au fost acordate tuturor cetățenilor care trăiau în regiune pe 1 ianuarie 1919, sau care trăiseră timp de cinci ani mai înainte de 1 august 1914. Simbolurile statului au fost un drapel roșu cu vulturul alb polonez și cavalerul lituanian (Vytis). Stema noului stat era un amestec de simboluri polonez, lituanian și ale orașului Vilna (Vilnius) și amintea de stema Republicii celor două națiuni. 

Negocieri diplomatice ample au continuat în culise. Lituania a propus crearea unei confederații a Lituaniei Baltice de Vest (cu lituaniana ca limbă oficială) și Lituania Centrală (cu poloneza ca limbă oficială). Polonia a adăugat condiția ca noul stat să fie parte a unei federații și cu Polonia, urmărind obiectivul lui Józef Piłsudski de creare a Federației Międzymorze. Lituanienii au respins această ultimă condiție. Urmând tendința europeană de creștere a sentimentelor naționaliste în toată Europa, mulți lituanieni s-au temut că o astfel de federație, asemănătoare Uniunea statală polono-lituaniană din evul mediu, ar fi fost o amenințare pentru cultura lituaniană, aceștia amintindu-și că, în timpul uniunii statale, mulți membrii ai nobilimii lituaniane au fost  polonizați.
Alegerile generale din Lituania Centrală ar fi trebuit să aibă loc pe 9 ianuarie 1921, iar regulamentul pentru desfășurarea lor ar fi trebuit emise mai înainte de 28 noiembrie 1920. Până la urmă, ca urmare a medierii Ligii Națiunilor și a boicotului lituanian, alegerile au fost amânate.

### Încercările de mediere a conflictului
|  |                                     |
|  | Propunerile Antantei, 18 iunie 1919 |
|  | Linia Foch, 27 iulie 1919           |
|  | Acordul Suwałki, 3 octombrie 1920   |
|  | Frontiera din 3 februarie 1923      |
|  | Frontiera din zilele noastre        |
|  | Căi ferate                          |

Liniile de frontieră în regiunea Lituaniei Centrale

Tratativele de pace au avut loc sub auspiciul Ligii Națiunilor. Acordul inițial a fost semnat de ambele părți pe 29 noiembrie 1920, iar discuțiile au început la 3 martie 1921. Liga Națiunilor a luat în considerare propunerea poloneză a unui plebiscit privind viitorul Lituaniei Centrale. Ca un compromis, a fost propus așa-numitul „plan al lui Hymans” (după numele ministrului de externe belgian Paul Hymans). Planul consta în 15 puncte, printre care se numărau:
- Cele două părți își garantează reciproc independența.
- Lituania Centrală este încorporată în Federația Lituaniei, compusă din două  cantoane: unul locuit de lituanieni, Samogitia, și unul multietnic (bielorus, tătar, polonez, evreiesc și lituanian), zona Vilnius . Ambele cantoane vor avea guverne separate, parlamente, limba oficială și o capitală federativă comună la Vilnius.[40]
- Guvernele lituanian și polonez vor crea comisii interstatale pentru afaceri externe, măsuri comerciale și industriale și pentru politici locale.
- Polonia și Lituania vor semna un tratat de alianță defensivă.
- Polonia va primi dreptul să folosească porturile din Lituania.

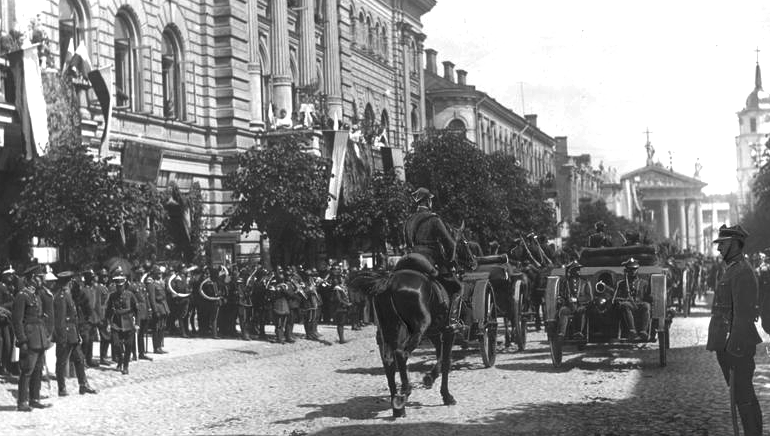
Parada armatei poloneze cu ocazia încorporării regiunii Vilnius în Polonia în 1922.

Discuțiile s-au oprit când Polonia a cerut ca o delegație din Lituania Centrală (boicotată de Lituania) să fie invitată la Bruxelles. Pe de altă parte, lituanienii au cerut ca trupele din Lituania Centrală să fie relocate în spatele liniei trasate prin acordul de încetare a focului din 7 octombrie 1920, în timp ce „planul Hymans”  lăsa Vilniusul în mâinile poloneziloir, lucru inacceptabil pentru Lituania. 
Un nou plan a fost prezentat guvernelor Lituaniei și Poloniei în septembrie 1921. A fost practic o modificare a „planului Hymans”, cu diferența că regiunea Klaipėda (zona din Prusia Răsăriteană la nord de râul Neman) urma să fie încorporată în Lituania. Atât Polonia, cât și Lituania au criticat deschis acest plan revizuit și, în cele din urmă, discuțiile au eșuat din nou.

### Resolution

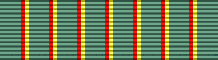
Bareta Crucii Meritului Militar al Lituaniei Centrale.

După ce discuțiile de la Bruxelles au eșuat, tensiunile din zonă au crescut. Cea mai importantă problemă a fost armata uriașă a Lituaniei Centrale (27.000 de soldați). Generalul Lucjan Żeligowski și-a anunțat hotărârea de predare a puterilor unor autorități civile și a reconfirmat data alegerilor pentru data de 8 ianuarie 1922. În regiune s-a desfășurat o campanie electorală puternică, polonezii încercând să obțină sprijinul altor grupuri etnice din republică. Guvernul polonez a fost acuzat de politici de mână-forte, precum au fost închiderile publicațiilor de limbă lituaniană, sau încălcări ale legilor electorale, ca în cazurile în care votanților nu li s-a cerut un document valid.
Alegerile au fost boicotate de lituanieni, majoritatea evreilor și unii belaruși. Polonezii au fost singurul grup etnic important, din rândul căruia au votat majoritatea oamenilor.
Alegerile nu au fost recunoscute de Lituania. Facțiunile poloneze, care au câștigat controlul asupra parlamentului (Sejm) Republicii, au transmis la Varșovia cererea de încorporare în Polonia la 20 februarie. Cererea a fost aprobată de Seimul Poloniei pe 22 martie 1922. Întreg teritoriul Republicii a fost încorporat în nou-înființatul  Voievodatul Wilno. Lituania a refuzat să accepte autoritatea poloneză asupra zonei. În schimb, a continuat să trateze așa-numita Regiunea Vilnius ca parte a propriului teritoriu și orașului însuși drept capitală constituțională, Kaunas fiind doar o  sediu temporar al guvernului. Disputa privind regiunea Vilnius a dus la tensiuni în relațiile polono-lituaniene în întreaga  perioadă interbelică.

## Urmări
Unii istorici au susținut că, dacă Polonia nu ar fi triumfat în Războiul polono-sovietic, Lituania ar fi fost invadată de sovietici și nu ar fi avut parte de două decenii de independență. În conformitate cu acest scenariu, în ciuda Tratatului sovieto-lituanian din 1920, Lituania a fost în mare primejdie să fie invadată și anexată de sovietici în vara anului 1920 și doar victoria poloneză a făcut  ca acest plan să eșueze.
După semnarea Partului Molotov-Ribbentrop și invazia sovietică a Poloniei din 1939, Lituaniei i-a revenit pe 10 octombrie 1939 controlul asupra Vilniusului și a unei regiuni înconjurătoare cu o rază de până la 30 km,  în conformitate cu Tratatului de asistență mutuală sovieto-lituanian. Mai mult, granițele lituaniene fuseseră deja modificate când fusese înființată  Litbel. Vilnius a redevenit capitala Lituaniei. Dar, în 1940, Lituania a fost anexată de Uniunea Sovietică și transformată în Republica Sovietică Socialistă Lituaniană. De la recâștigarea independenței lituaniene în 1991, statutul orașului de capitală a Lituaniei a fost recunoscut la nivel internațional.